# Neustiftgasse (Wien)
Die Neustiftgasse in Wien ist eine Straße im 7. Bezirk Neubau. Sie durchquert den Bezirk in ganzer Länge von der Zweierlinie bis zum Gürtel.

## Geschichte

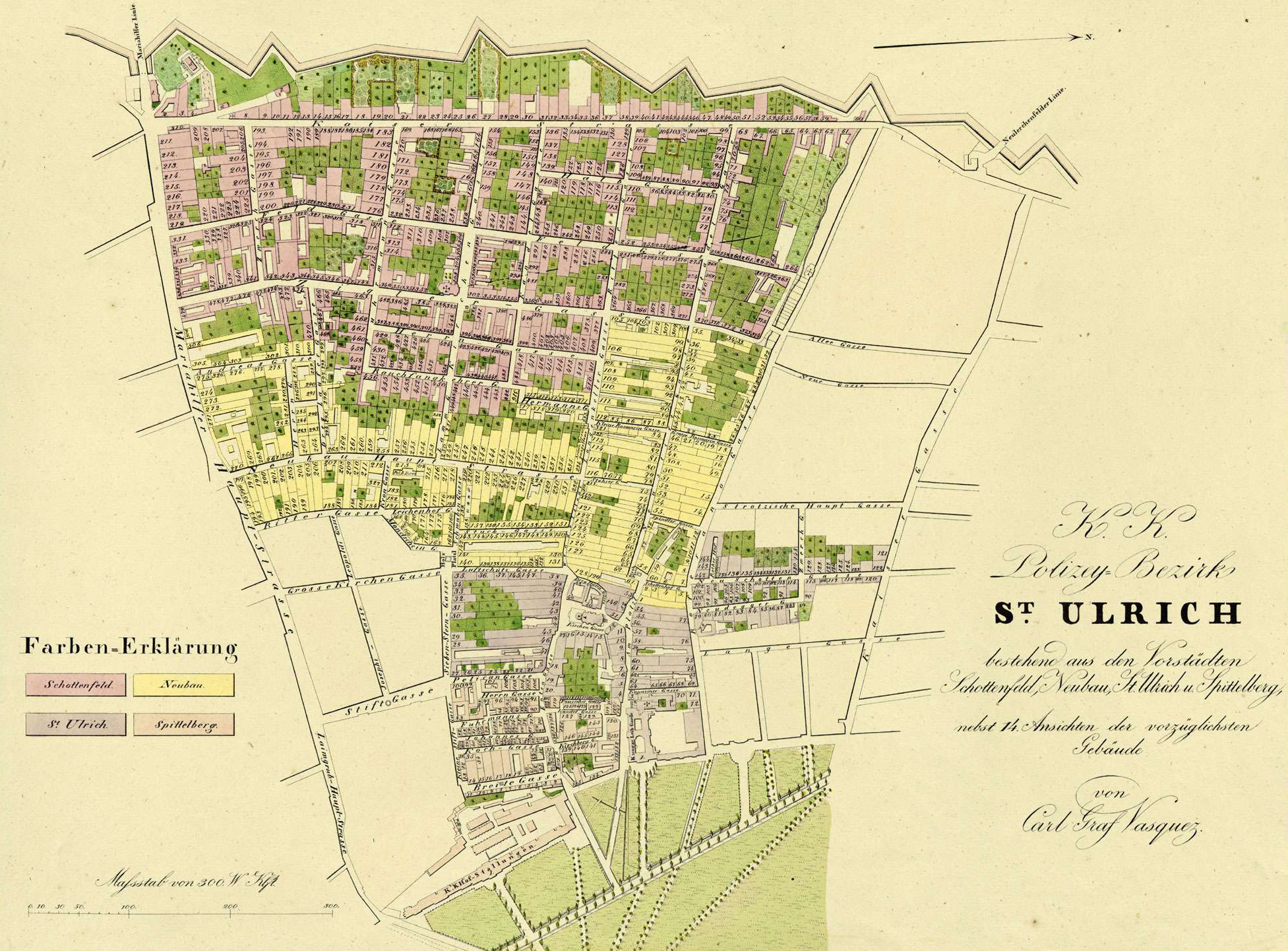
Vasquez: Karte von St. Ulrich, ca. 1830

Der Straßenzug bestand bereits um 1100 im Bereich des ehemaligen Vorortes St. Ulrich – Zeismannsbrunn entlang dem Ottakringerbach. Das anschließende Straßendorf Neustift ist im 14. Jahrhundert urkundlich erwähnt. Um 1550 wurden oberhalb der heutigen Kirchengasse Häuser errichtet, die vor 1621 zur eigenständigen Gemeinde Neustift wurden. Ursprüngliche Namen waren Am Platzel, Herrengasse, Kapuzinergasse, Stadelgasse.
1780 wurde die Straße bis zur Kaiserstraße verlängert, nach Auflassung und Abbruch des Linienwalls 1896 weiter bis zum Gürtel.
Am heutigen Augustinplatz (Bereich der Kreuzung mit der Kellermanngasse) wurde zwei Mal in der Woche Stroh verkauft (daher auch bis 1862 der Name Strohplatzl), und hier fand auch der Neustifter Markt statt.
1862 wurde die einheitliche Bezeichnung Neustiftgasse vergeben. In der Neustiftgasse 32–34, einem rückwärts gelegenen Gewerbebau, befand sich der Sitz der Wiener Werkstätte.

## Beschreibung
Die Neustiftgasse beginnt an der Museumstraße. Gleich am Anfang befindet sich links das Volkstheater und gegenüber im Weghuberpark das Denkmal für Ferdinand Raimund. Anschließend an das im Palais Trautson beheimatete Justizministerium liegt an der nördlichen Seite die Mechitaristenkirche Maria Schutz. Die Straße verläuft geradlinig bis zur Kreuzung mit Kirchengasse/Kellermanngasse; im Bereich der Kreuzung weitet sie sich an der Nordseite in Form eines länglichen dreieckigen Platzes (Augustinplatz) auf. Unmittelbar davor befindet sich auf der gegenüberliegenden Seite zwischen den Häusern Nr. 25, 27 und 29 einerseits und Nr. 31 andererseits der trichterförmige Zugang zum St.-Ulrichs-Platz.
An der Kreuzung Kirchengasse/Kellermanngasse macht die Neustiftgasse einen leichten Rechtsknick, um von da an in gerader Linie bis zum Lerchenfelder Gürtel zu verlaufen. Nach der Brücke über die Trasse der U-Bahn U6 setzt sich der Straßenzug in der Koppstraße fort.
Entlang des gesamten Straßenzugs besteht beidseits geschlossene Verbauung, großteils aus dem Historismus; nur vereinzelt gibt es noch Gebäude aus der Barock- und Biedermeierzeit.
Grünanlagen sind nur spärlich vorhanden. Nach dem Weghuberpark vor dem Palais Trautson befindet sich nur noch im Bereich des Augustinplatzes ein gärtnerisch gestalteter Bereich.

## Verkehr
Die Neustiftgasse ist eine wichtige Ausfallstraße in die westlichen Bezirke Wiens und als Hauptstraße A klassifiziert. Sie ist Einbahnstraße in Richtung stadtauswärts (d. h. von der Museumstraße Richtung Gürtel). Es sind durchwegs zwei Fahrstreifen angelegt, von denen der rechte als Busspur gewidmet ist, die auch von Radfahrern, Taxis und gewerblichen Krankentransporten benützt werden darf; für den motorisierten Individualverkehr ist der linke Fahrstreifen bestimmt.
Nach Auflassung der Straßenbahnlinie 48, die durch die parallel verlaufende Burggasse verkehrte, fährt die als Ersatz geschaffene Autobuslinie 48A (1968 bis 1974: 48) seit 1968 entsprechend der Einbahnführung durch die Neustiftgasse in Richtung Baumgartner Höhe (stadtauswärts), in Fahrtrichtung Ring – Volkstheater (stadteinwärts) hingegen weiterhin durch die Burggasse.
Gequert wird die Neustiftgasse durch die Buslinie 13A bei Kirchengasse/Kellermanngasse (Fahrtrichtung Alser Straße) und bei der Neubaugasse (Fahrtrichtung Hauptbahnhof) sowie durch die Straßenbahnlinie 5 bei der Kaiserstraße.
Zugang zur U-Bahn besteht bei der Museumstraße (U2, Volkstheater) und am Lerchenfelder Gürtel (U6, Thaliastraße).

## Bemerkenswerte Adressen
(Denkmalgeschützte Objekte sind in Fettdruck hervorgehoben.)
- Nr. 1: Volkstheater (seit 2017: Arthur-Schnitzler-Platz 1; identisch: Museumstraße 2A)
- vor Nr. 2: Ferdinand-Raimund-Denkmal von Franz Vogl im Weghuberpark
- Nr. 3: Weghuberhaus, späthistoristisches Wohnhaus; Architekt: Rudolf Erdös (identisch: Museumstraße 3–5)
- bei Nr. 4: Mechitaristenkirche Maria Schutz
- Nr. 7: Miethaus Zum goldenen Becher
- Nr. 9: Miethaus Zum großen Kandl
- Nr. 16: „Schottendurchhaus“ – Durchhaus zu Lerchenfelder Straße 13
- Nr. 25: Miethaus Zum grünen Kleeblatt
- Nr. 27: Miethaus Zur goldenen Weintraube
- Nr. 30: Miethaus Zum ägyptischen Josef, Zum blauen Adler
- bei Nr. 32: Augustinbrunnen
- Nr. 32–34: ehemalige Wiener Werkstätte
- Nr. 40: Wohnhaus nach Plänen von Otto Wagner (Identanschrift: Döblergasse 2)
- Nr. 95–99: Berufspädagogisches Institut des Bundes, Musikgymnasium Wien
- Nr. 98–102: Volksschule und Neue Mittelschule der Stadt Wien
- Nr. 106: Biedermeier-Wohnhaus
- Nr. 117: Islamische Fachschule für soziale Bildung
- Nr. 143: Gemeindebau mit Art-déco-Dekor

## Bildergalerie

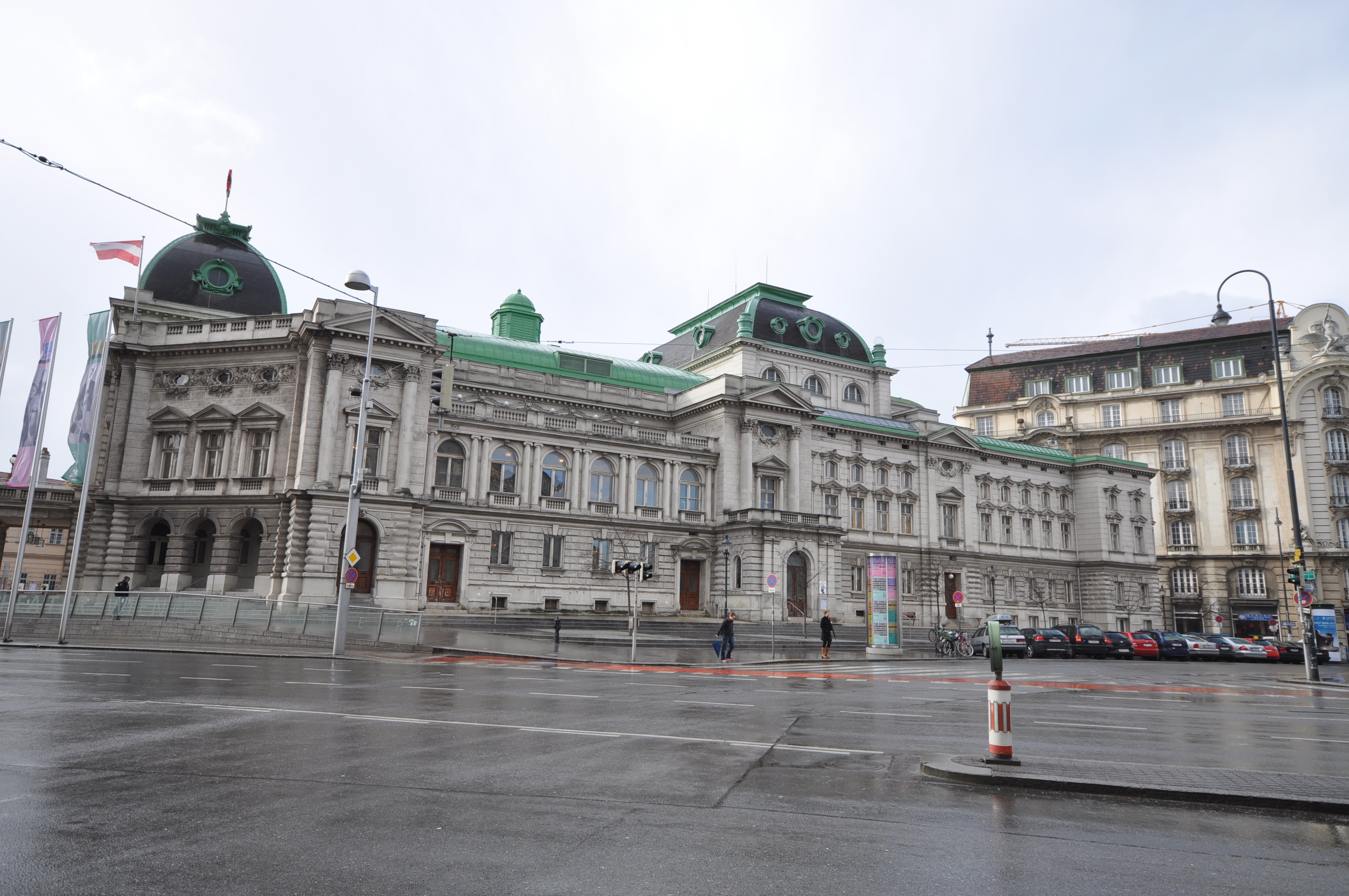
Nr. 1 – Volkstheater
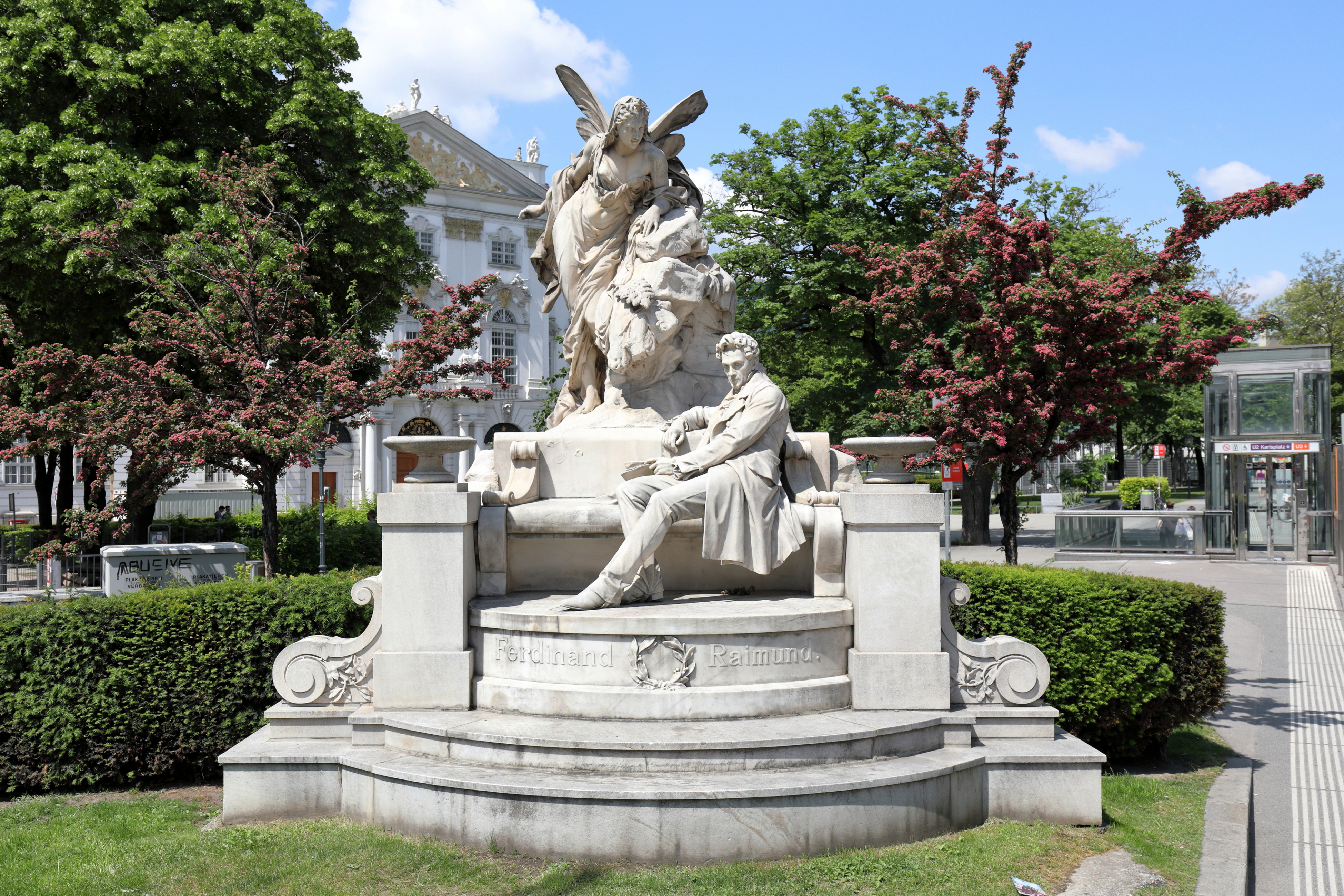
Ferdinand-Raimund-Denkmal
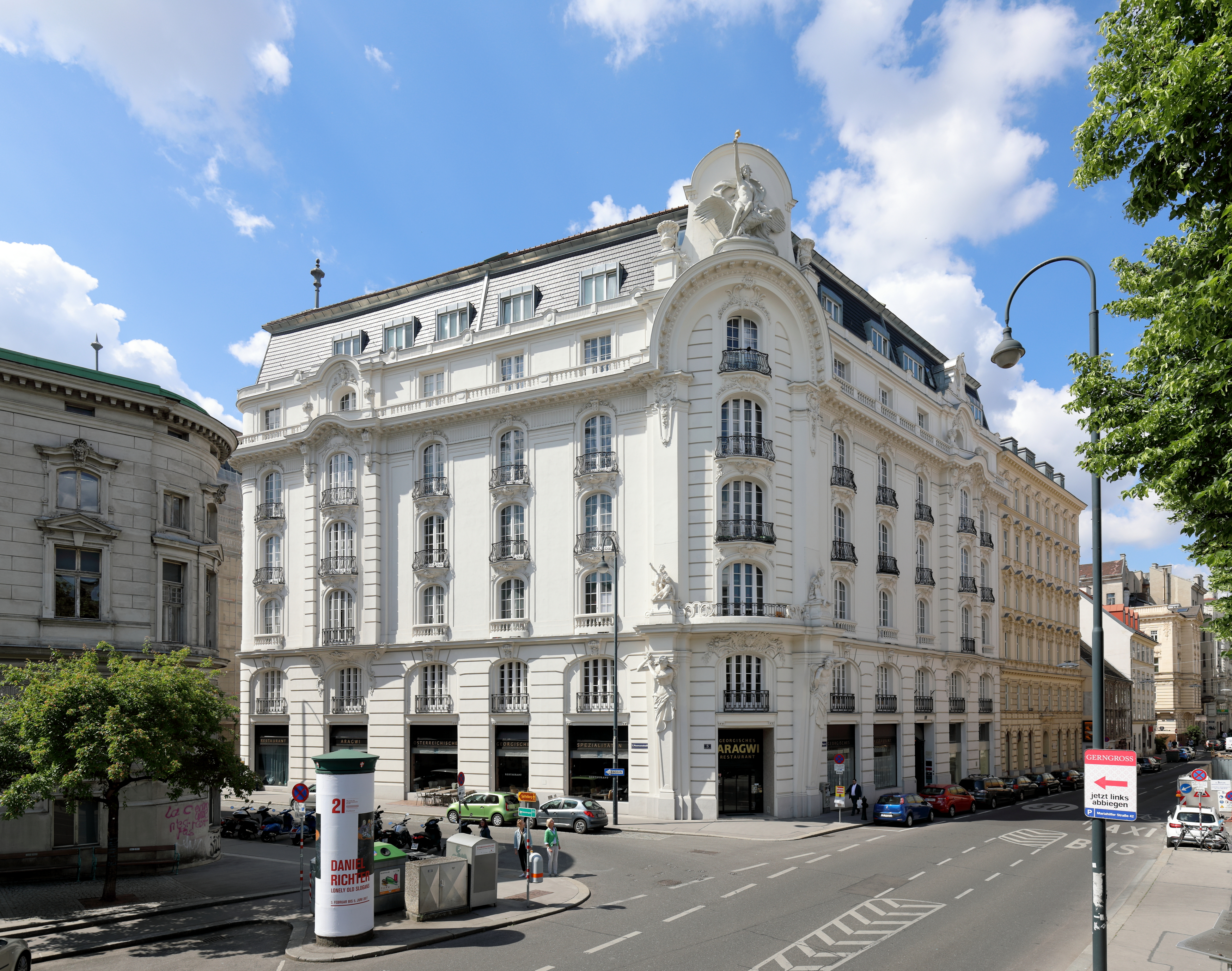
Nr. 3 – Weghuberhaus
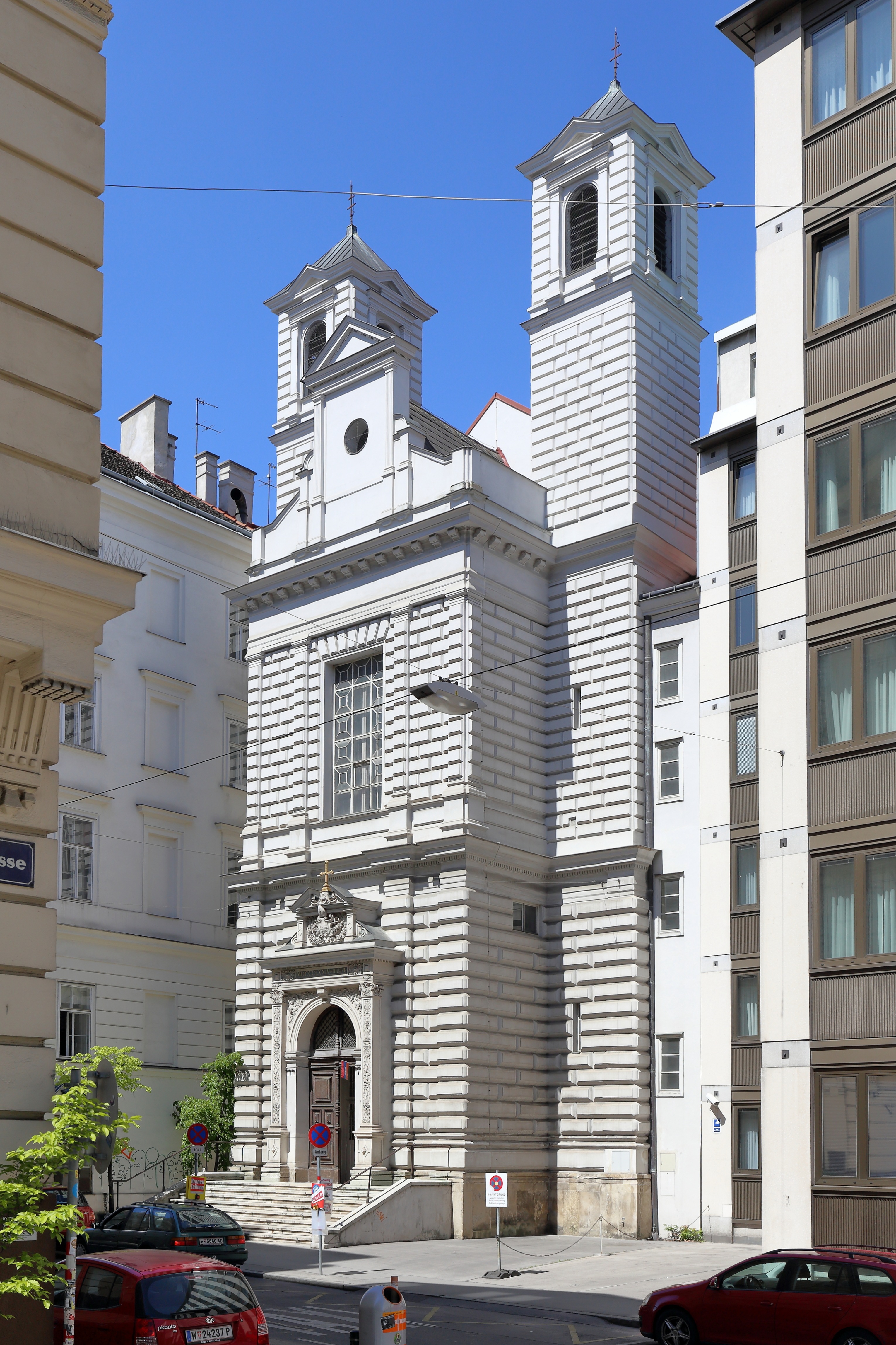
Nr. 4 – Mechitaristenkirche
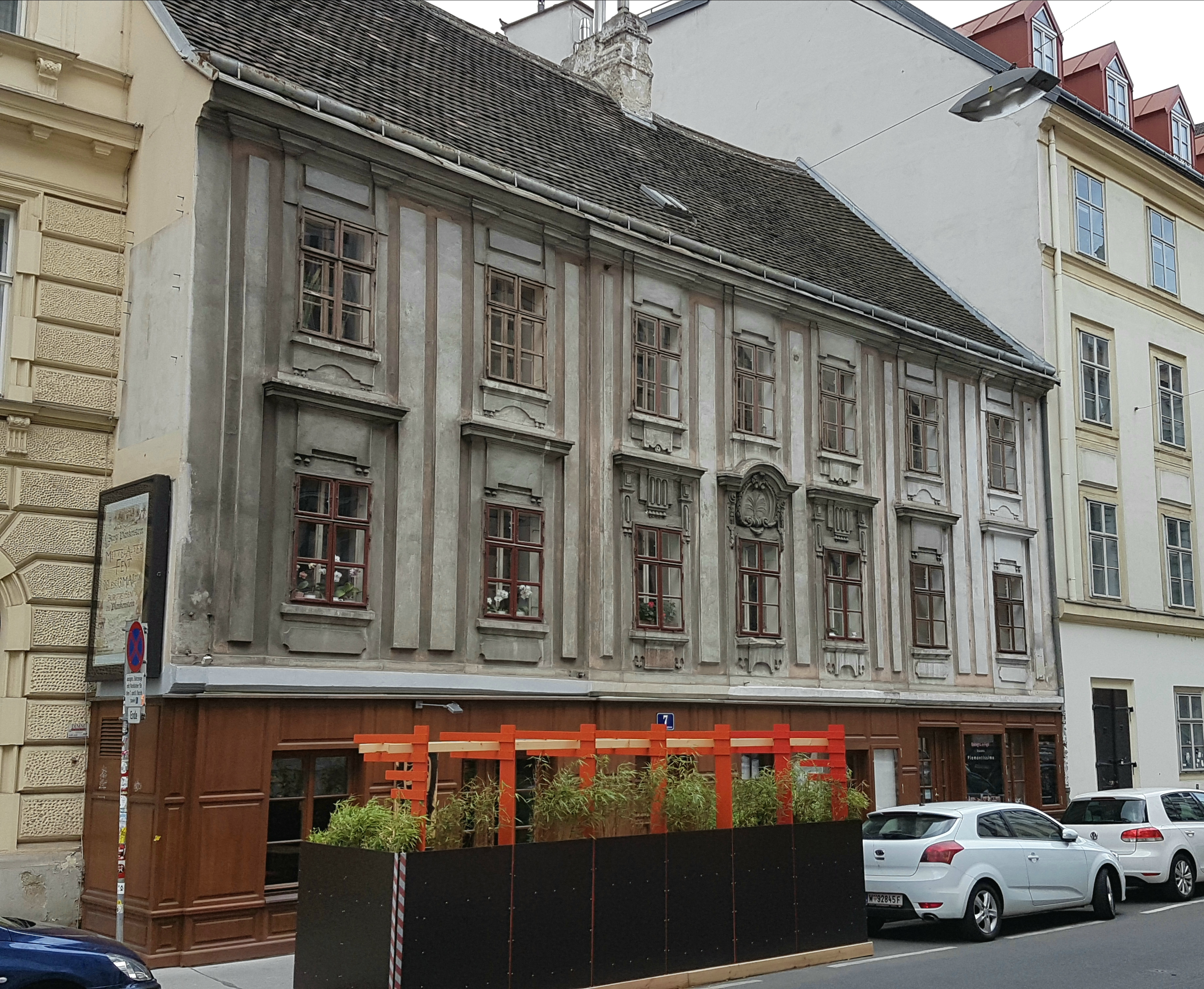
Nr. 7 – Zum goldenen Becher
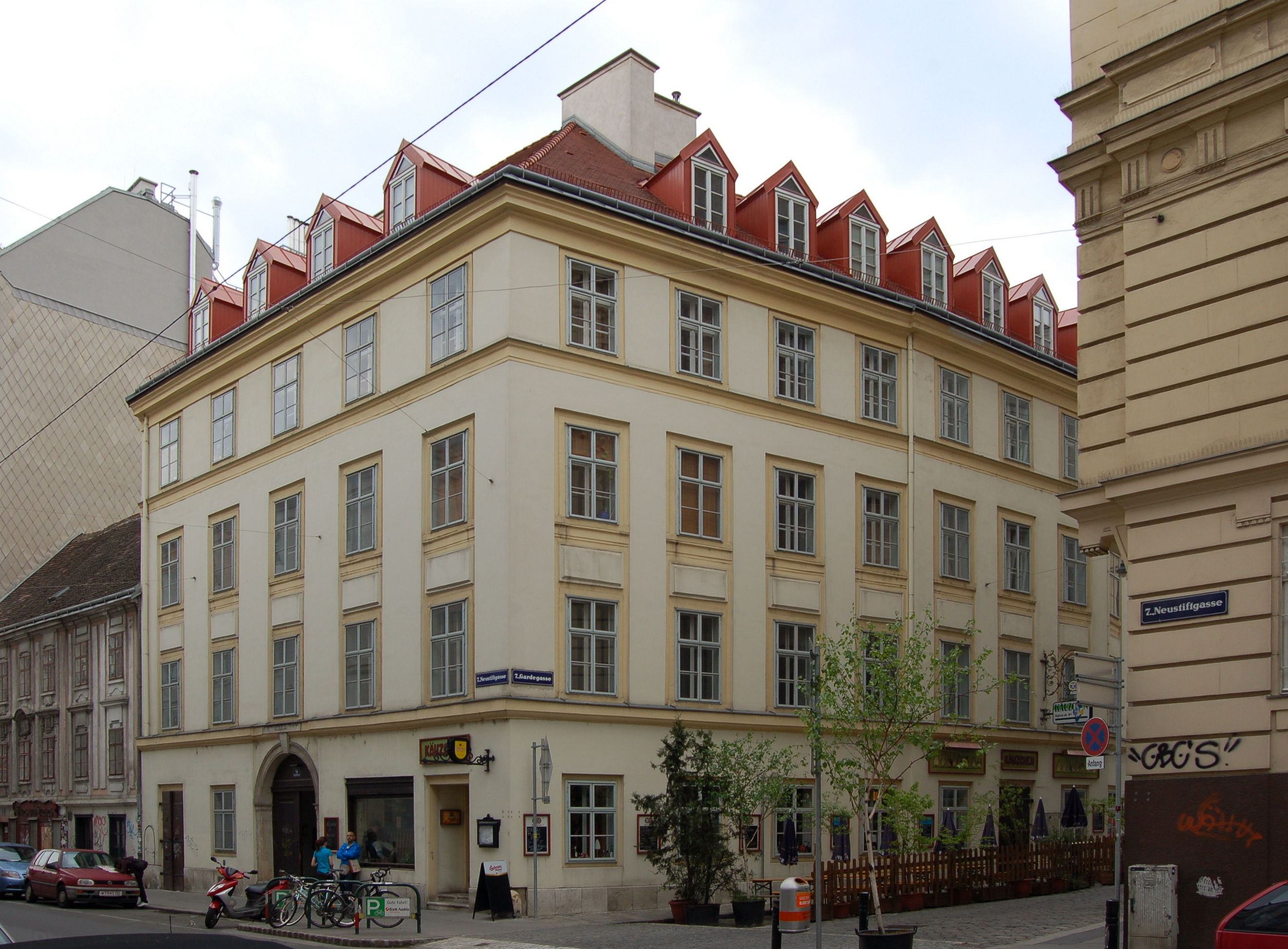
Nr. 9 – Zum goldenen Kandl
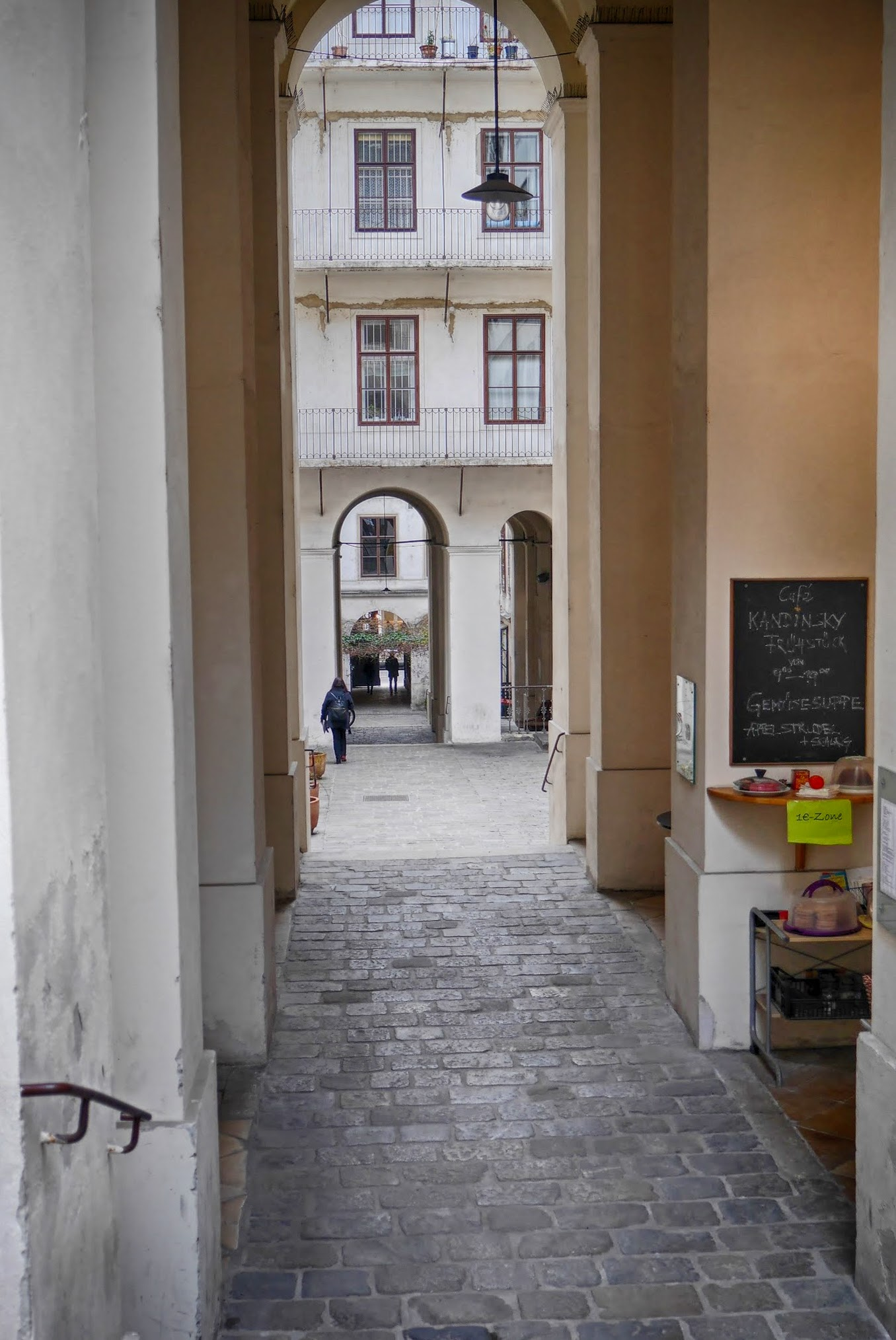
Nr. 16 – Schottendurchhaus
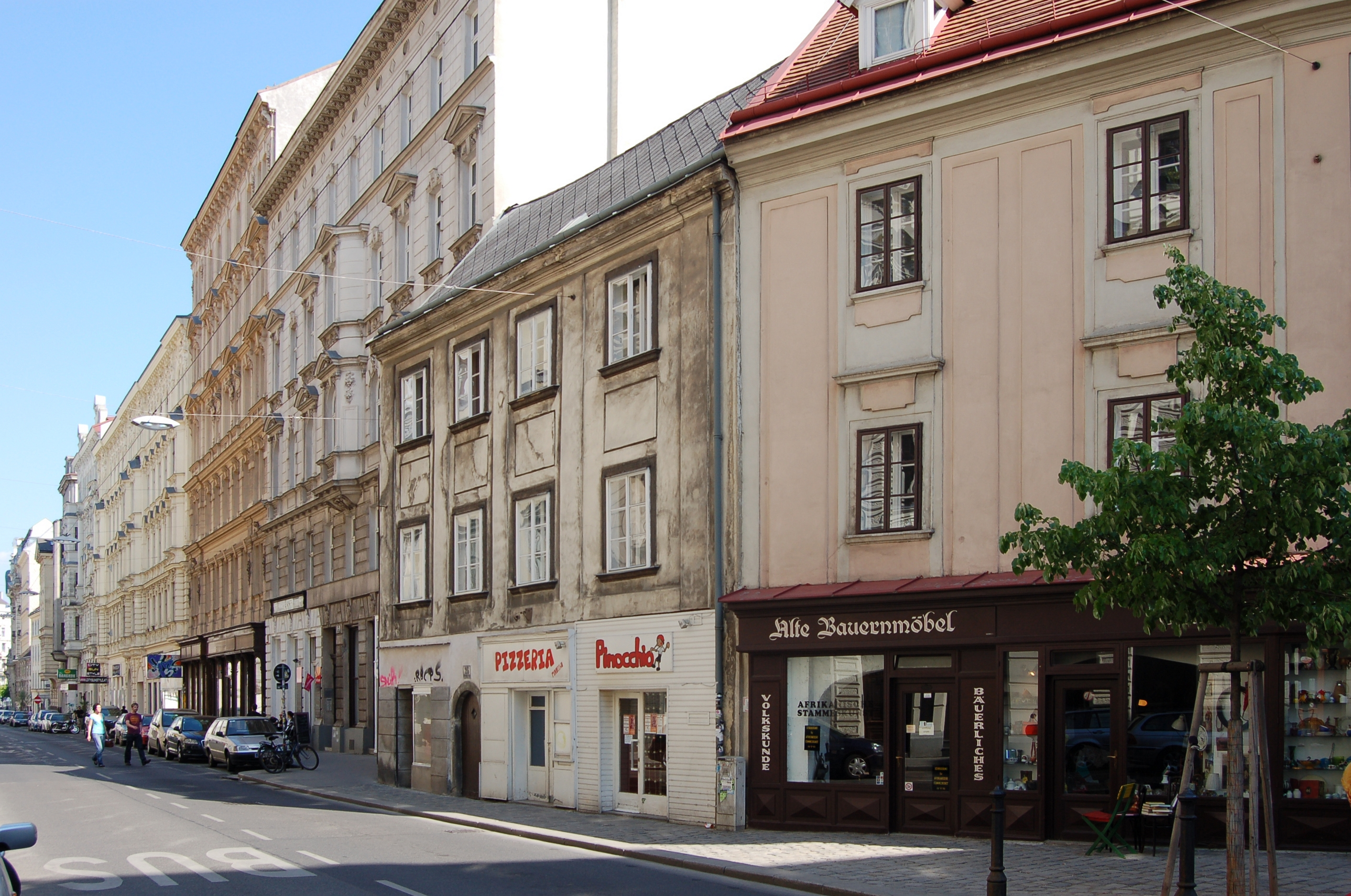
Nr. 25 – Zum grünen Kleeblatt
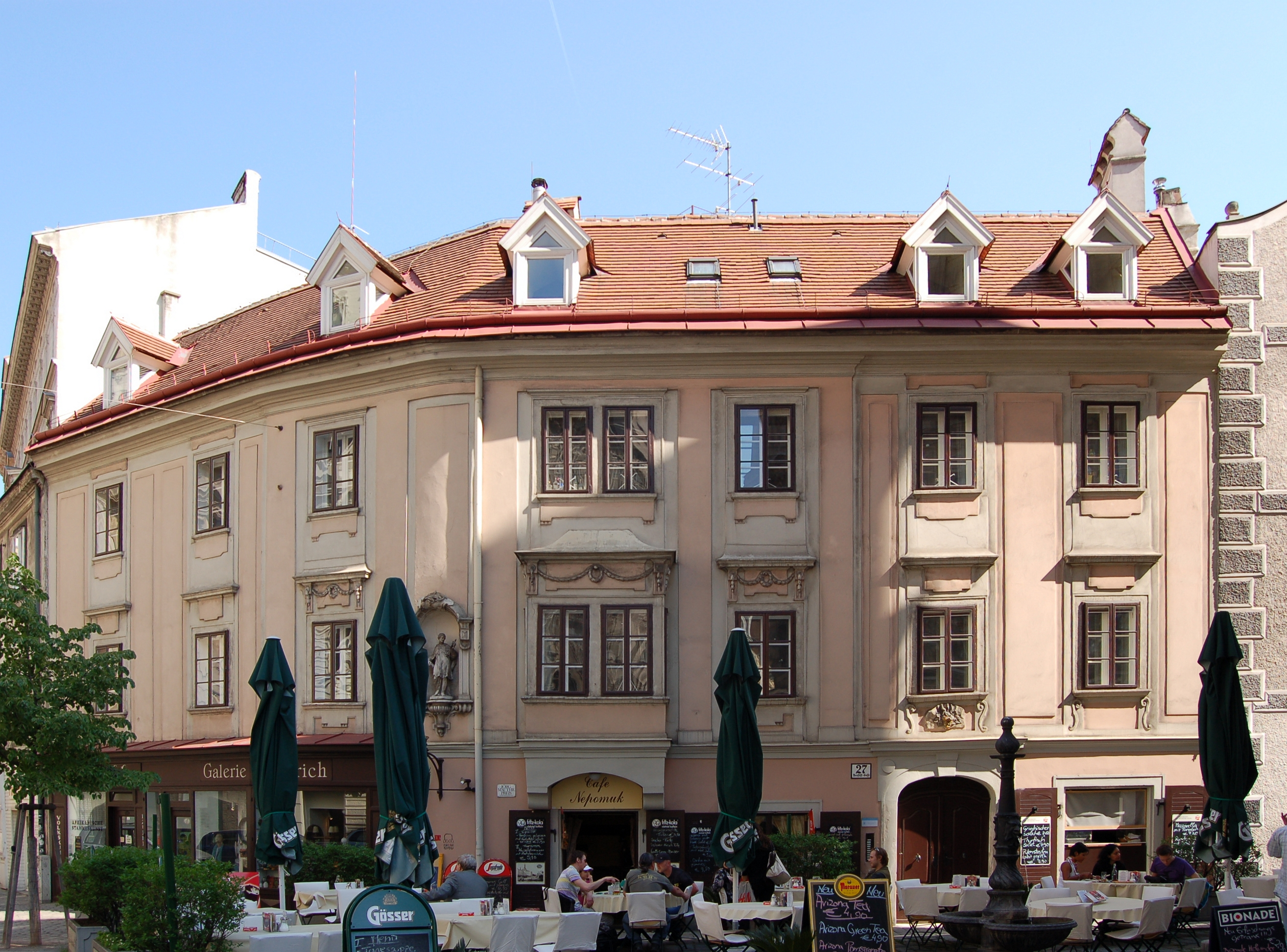
Nr. 27 − Zur goldenen Weintraube
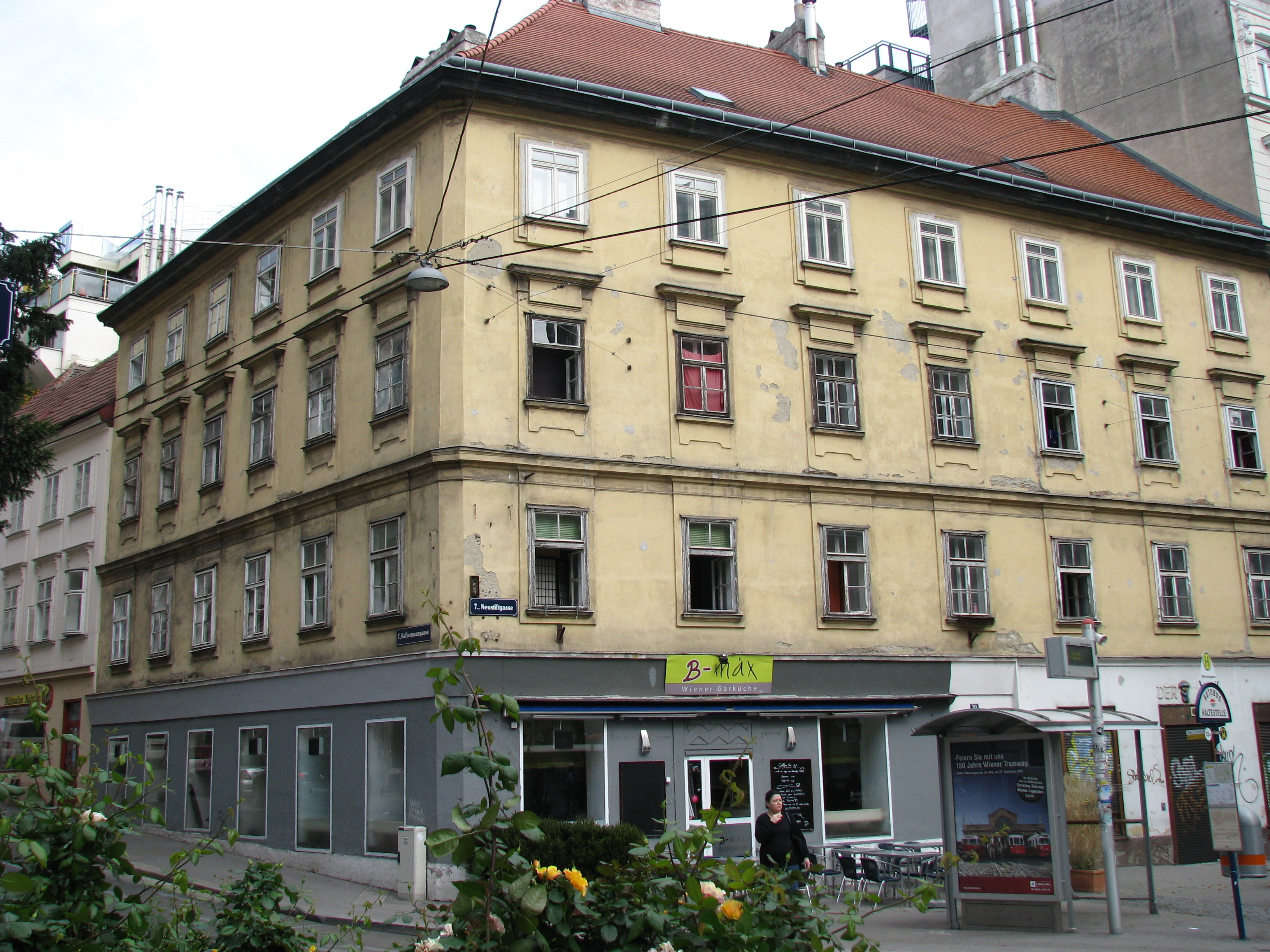
Nr. 30 – Zum ägyptischen Josef, Zum blauen Adler
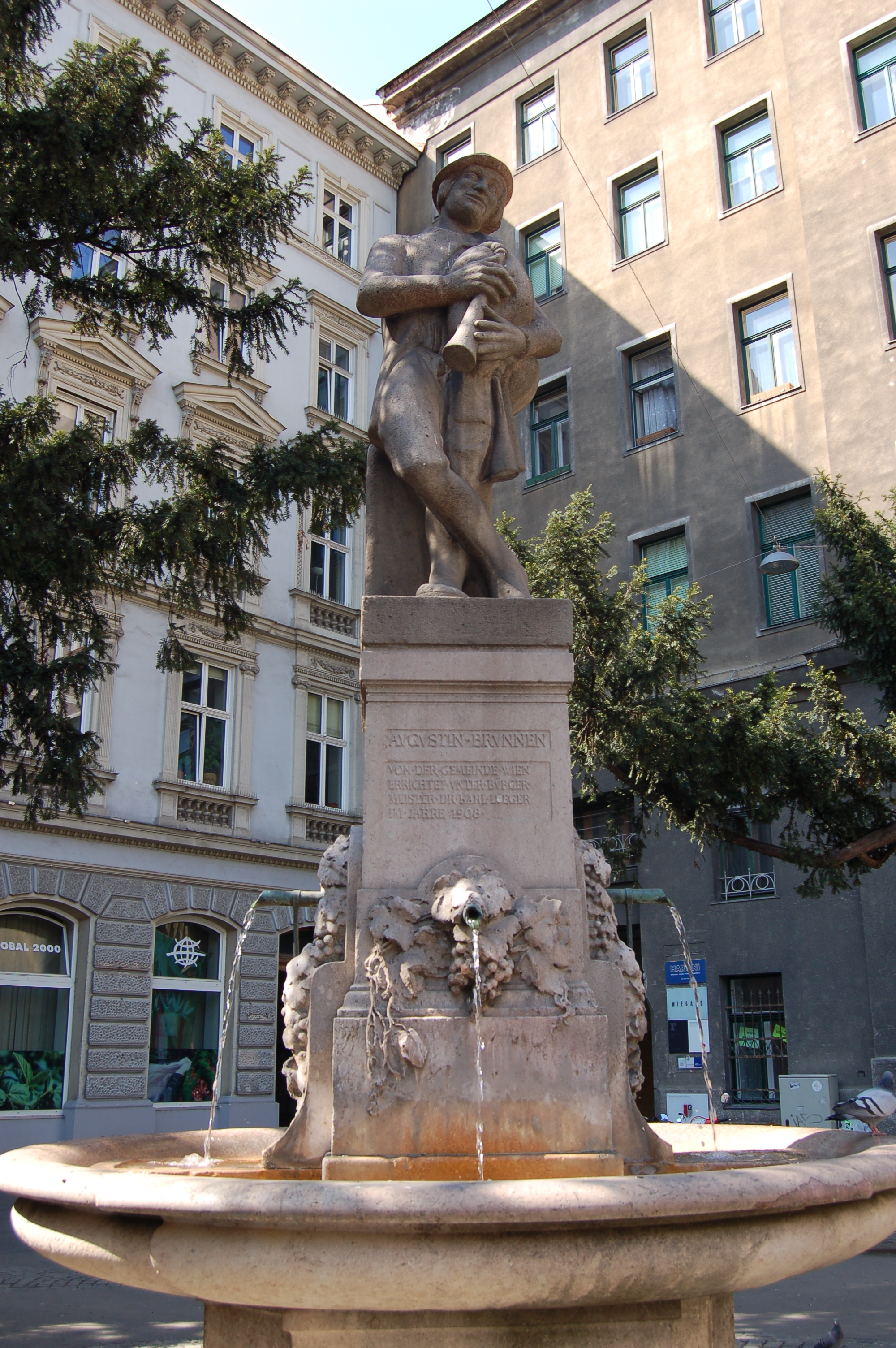
Augustinbrunnen
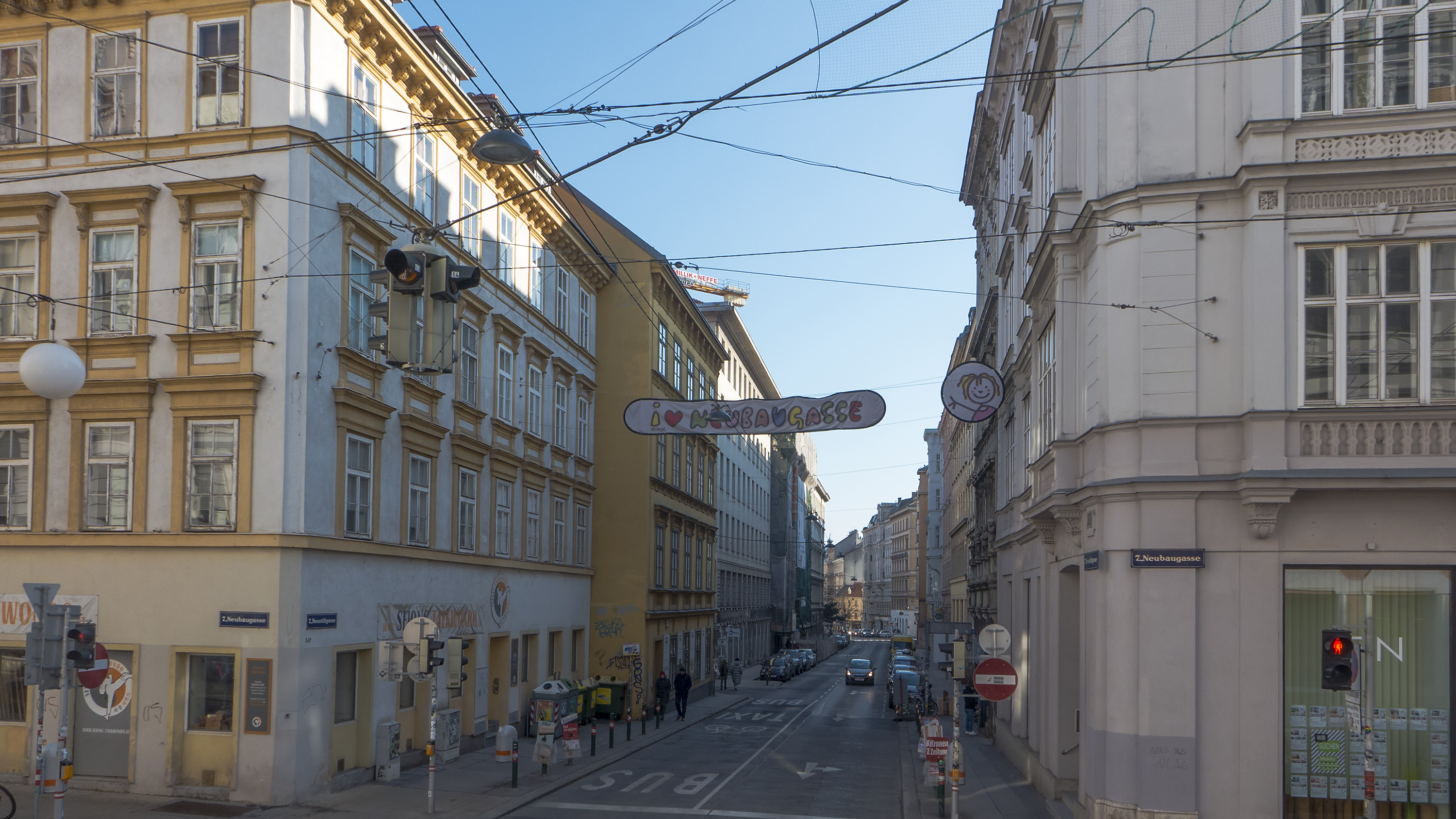
Blick von der Neubaugasse stadteinwärts
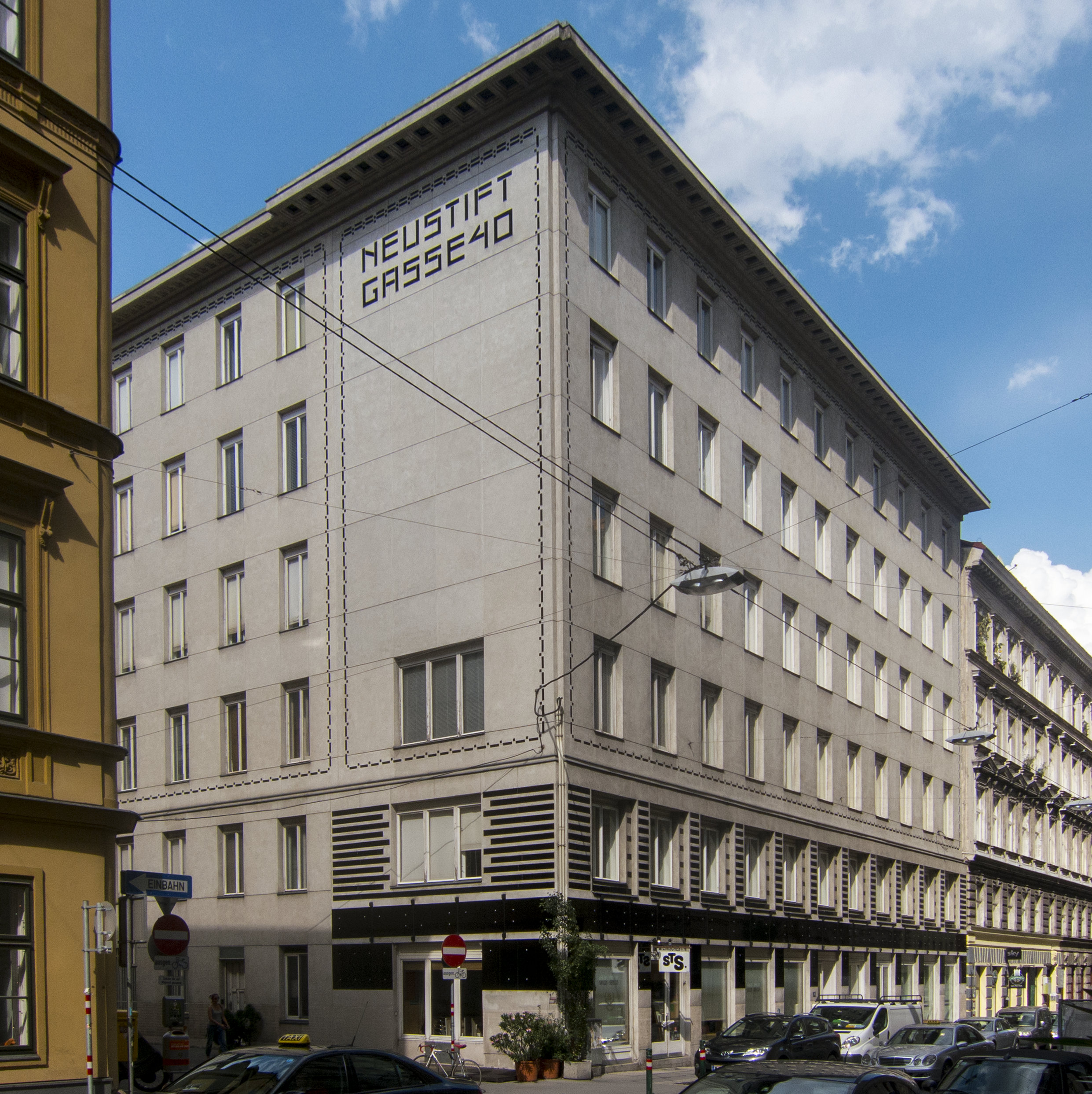
Nr. 40
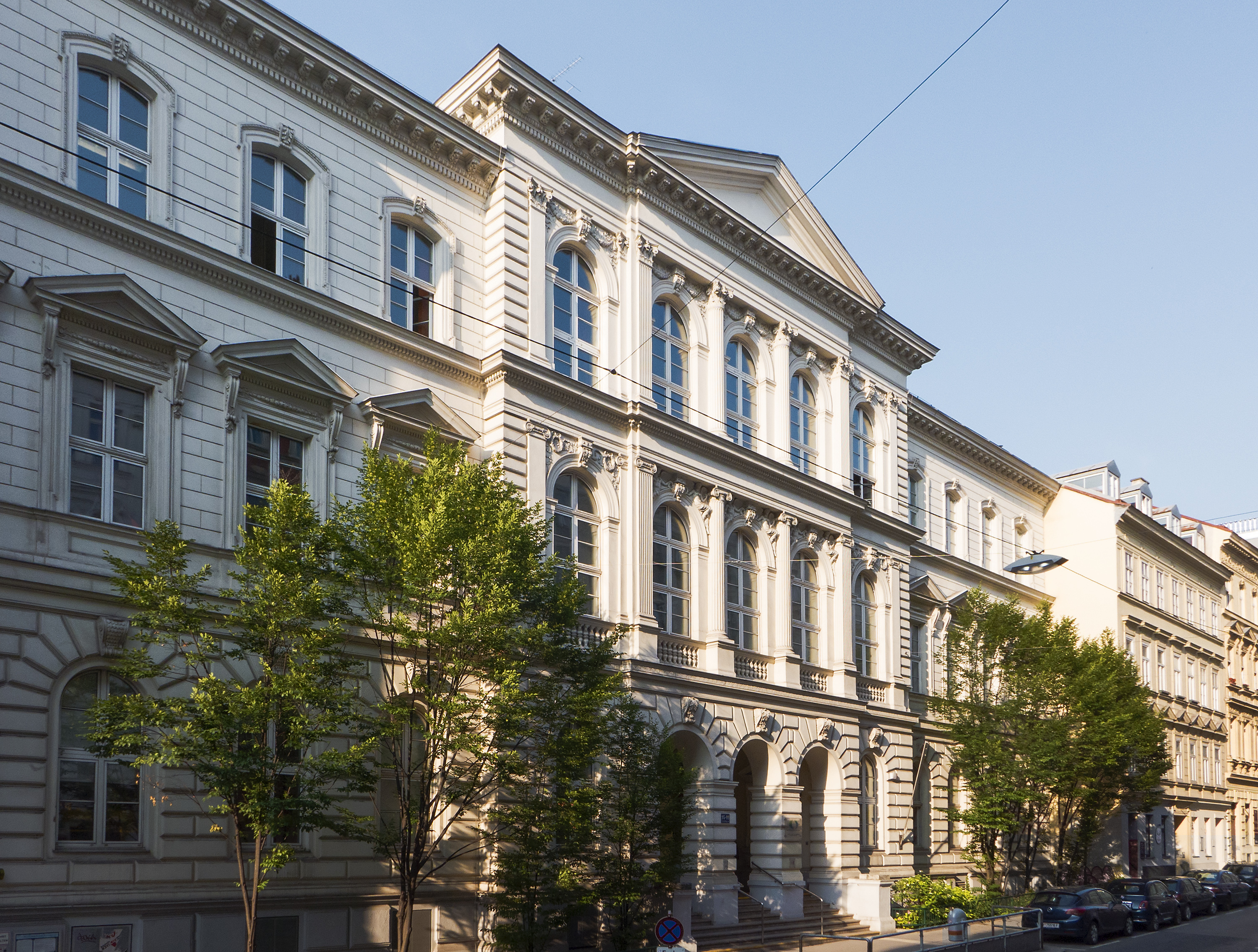
Nr. 95–99 – Musikgymnasium Wien
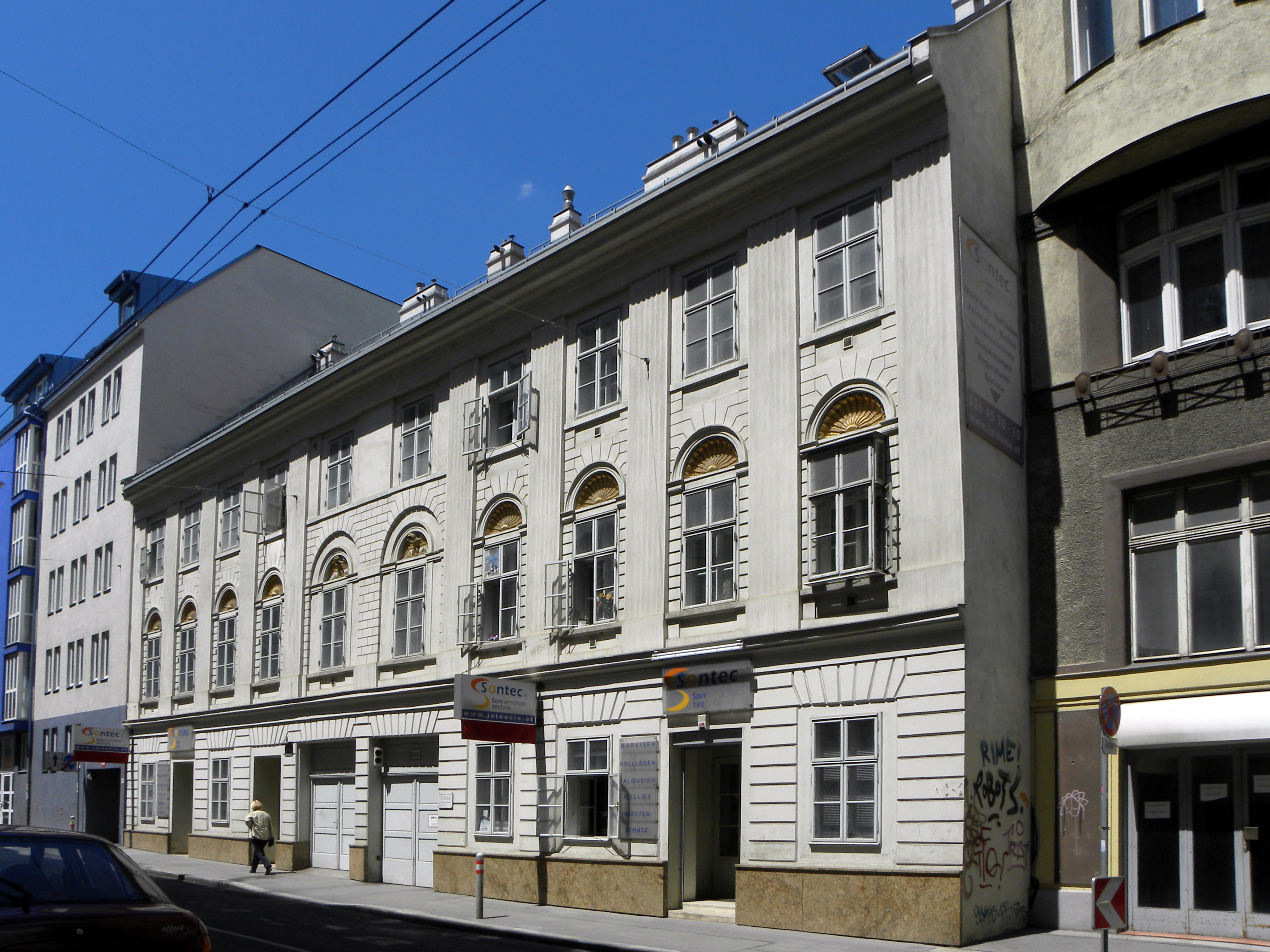
Nr. 106
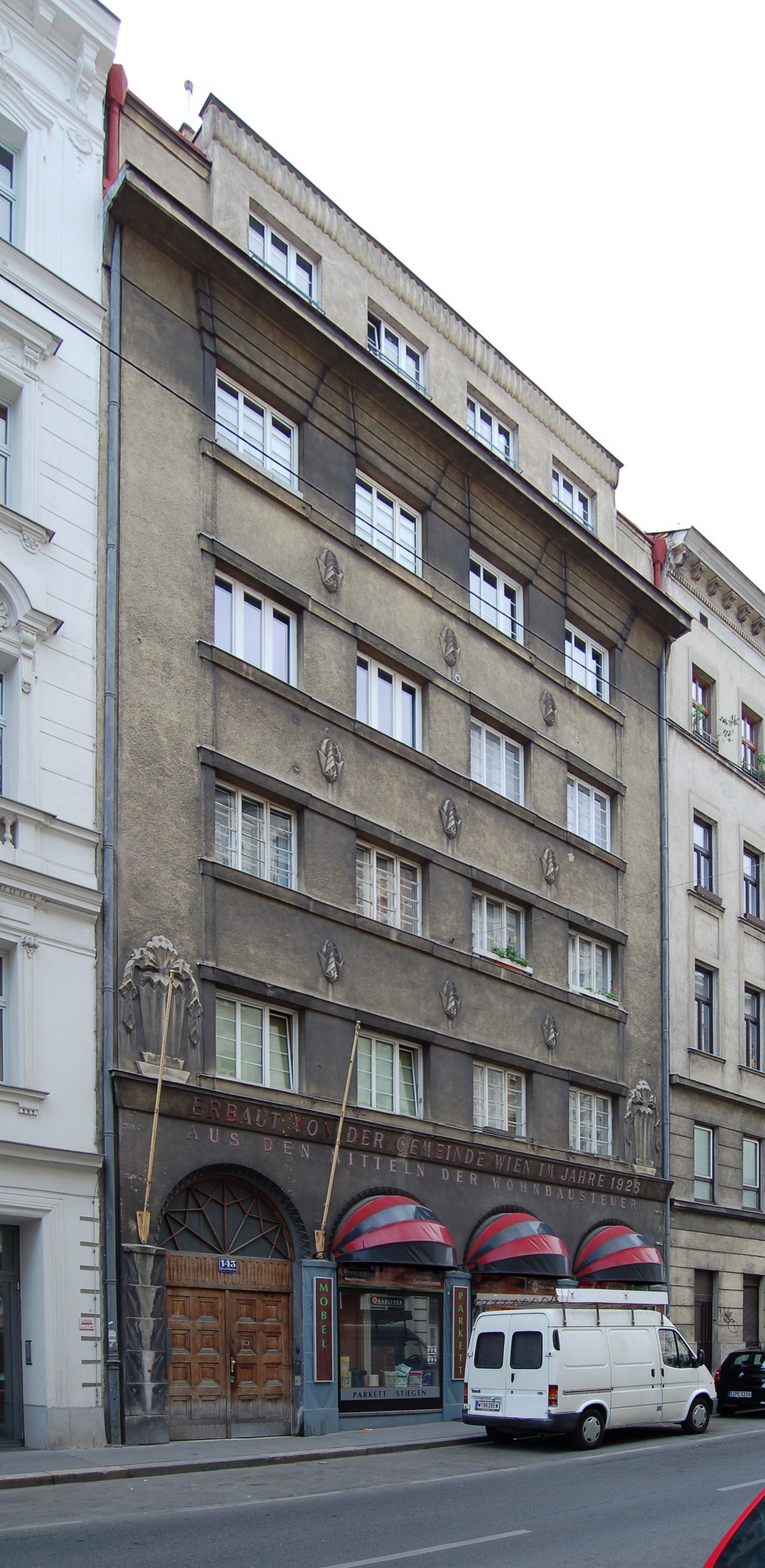
Nr. 143 – Gemeindebau